# Isla de Capo Passero
La Isla de Capo Passero (en italiano: Isola di Capo Passero) es una isla del país europeo de Italia, situada en el mar Jónico, en la región de Sicilia.
Administrativamente pertenece a Portopalo di Capo Passero, una comuna italiana de la provincia de Siracusa.
Toma su nombre del homónimo Capo. Era una vez una península, unida al continente por un istmo arenoso. Tiene solo 1300 metros de longitud y, cubre 0,37 km ².
En el oeste, hay una popular playa de arena. Al norte se encuentra una Almadraba (tonnara), que data del siglo XIII, ahora abandonada.